# Audrey
Audrey er en amerikansk stumfilm fra 1916 af Robert G. Vignola.

## Medvirkende
- Pauline Frederick som Audrey.
- Charles Waldron som Lord Haward.
- Mady Christians som Evelyn Byrd.
- E.L. Fernandez som Jean Hugon.
- Helen Lindrotn som Mrs. Darden.